# Coupe du monde de biathlon 2005-2006
Navigation
Édition précédente Édition suivante
La Coupe du monde 2005-2006 de Biathlon compte 9 étapes et les Jeux olympiques.

## Classements

### Classement Général
Le classement général prend en compte seulement les 23 meilleurs résultats de chaque biathlète sur les 26 épreuves.
À noter que la règle du retrait des trois moins bons résultats est sans effet chez les hommes (aucun point retiré). 

Chez les dames, la gagnante du gros globe Kati Wihelm est la seule à avoir disputé toutes les courses et à avoir marqué des points à chaque épreuve (38 points lui sont retirés). Olena Zubrilova est la seule autre biathlète qui a des résultats effacés (2 points au total). Ces retraits sont sans incidence sur le classement final.
| Rang | Nom                  | Points | Victoire(s) |
| ---- | -------------------- | ------ | ----------- |
| 1    | Ole Einar Bjørndalen | 812    | 8           |
| 2    | Raphaël Poirée       | 693    | 1           |
| 3    | Sven Fischer         | 674    | 3           |
| 4    | Tomasz Sikora        | 605    | 1           |
| 5    | Michael Rösch        | 573    | 1           |
| 6    | Vincent Defrasne     | 553    | 2           |
| 7    | Halvard Hanevold     | 548    | 1           |
| 8    | Ricco Groß           | 517    | 1           |
| 9    | Frode Andresen       | 510    | 3           |
| 10   | Michael Greis        | 470    | 2           |
| 11   | Carl-Johan Bergman   | 437    | 1           |
| 12   | Alexander Wolf       | 429    | 1           |
| 13   | Maksim Tchoudov      | 427    |             |
| 14   | Sergueï Tchepikov    | 423    |             |
| 15   | Ivan Tcherezov       | 405    |             |
| 16   | Christoph Sumann     | 371    |             |
| 17   | Andreas Birnbacher   | 371    |             |
| 18   | Ilmārs Bricis        | 358    |             |
| 19   | Stian Eckhoff        | 337    | 1           |
| 20   | Nikolaï Krouglov     | 322    |             |

| Rang | Nom                     | Points | Victoire(s) |
| ---- | ----------------------- | ------ | ----------- |
| 1    | Kati Wilhelm            | 969    | 6           |
| 2    | Anna Carin Olofsson     | 818    | 6           |
| 3    | Martina Glagow          | 694    | 3           |
| 4    | Sandrine Bailly         | 674    | 2           |
| 5    | Uschi Disl              | 580    | 1           |
| 6    | Svetlana Ichmouratova   | 568    | 2           |
| 7    | Andrea Henkel           | 531    |             |
| 8    | Katrin Apel             | 505    |             |
| 9    | Olena Zubrilova         | 491    | 1           |
| 10   | Florence Baverel-Robert | 476    | 1           |
| 11   | Simone Denkinger        | 476    |             |
| 12   | Liv Grete Poirée        | 458    | 1           |
| 13   | Olga Nazarova           | 457    |             |
| 14   | Linda Grubben           | 456    | 2           |
| 15   | Olga Zaïtseva           | 443    | 1           |
| 16   | Michela Ponza           | 436    |             |
| 17   | Albina Akhatova         | 415    |             |
| 18   | Tadeja Brankovic        | 290    |             |
| 19   | Xianying Liu            | 275    |             |
| 20   | Ekaterina Ivanova       | 264    |             |

### Coupe des Nations
Les deux moins bons scores en relais et les deux moins bons scores des épreuves individuelles (individuel et sprint) de chaque nation sont retirés (seulement 14 épreuves sur 18 sont donc prises en compte).
| Rang | Nation      | Points |
| ---- | ----------- | ------ |
| 1    | Allemagne   | 5847   |
| 2    | Norvège     | 5533   |
| 3    | Russie      | 5468   |
| 4    | France      | 5073   |
| 5    | Biélorussie | 4669   |
| 6    | Suède       | 4643   |
| 7    | Autriche    | 4576   |
| 8    | Tchéquie    | 4477   |
| 9    | Ukraine     | 4037   |
| 10   | Italie      | 3955   |

| Rang | Nation      | Points |
| ---- | ----------- | ------ |
| 1    | Allemagne   | 5758   |
| 2    | Russie      | 5631   |
| 3    | France      | 5242   |
| 4    | Norvège     | 5082   |
| 5    | Biélorussie | 4942   |
| 6    | Slovénie    | 4630   |
| 7    | Chine       | 4498   |
| 8    | Bulgarie    | 4237   |
| 9    | Ukraine     | 3984   |
| 10   | Slovaquie   | 3728   |

### Classement par discipline

#### Individuel
Le classement de l'individuel prend en compte seulement les 2 meilleurs résultats de chaque biathlète sur les 3 épreuves.
| Rang | Nom                  | Points |
| ---- | -------------------- | ------ |
| 1    | Michael Greis        | 133    |
| 2    | Ole Einar Bjørndalen | 92     |
| 3    | Raphaël Poirée       | 83     |
| 4    | Sven Fischer         | 77     |
| 5    | Halvard Hanevold     | 77     |

| Rang | Nom                   | Points |
| ---- | --------------------- | ------ |
| 1    | Svetlana Ichmouratova | 100    |
| 2    | Albina Akhatova       | 99     |
| 3    | Anna Carin Olofsson   | 96     |
| 4    | Martina Glagow        | 80     |
| 5    | Sandrine Bailly       | 74     |

#### Sprint
Le classement du sprint prend en compte seulement les 9 meilleurs résultats de chaque biathlète sur les 10 épreuves.
| Rang | Nom                  | Points |
| ---- | -------------------- | ------ |
| 1    | Tomasz Sikora        | 257    |
| 2    | Ole Einar Bjørndalen | 253    |
| 3    | Raphaël Poirée       | 245    |
| 4    | Sven Fischer         | 232    |
| 5    | Vincent Defrasne     | 230    |

| Rang | Nom                   | Points |
| ---- | --------------------- | ------ |
| 1    | Kati Wilhelm          | 368    |
| 2    | Anna Carin Olofsson   | 333    |
| 3    | Svetlana Ichmouratova | 244    |
| 4    | Sandrine Bailly       | 242    |
| 5    | Martina Glagow        | 220    |

#### Poursuite
Le classement de la poursuite prend en compte seulement les 7 meilleurs résultats de chaque biathlète sur les 8 épreuves.
| Rang | Nom                  | Points |
| ---- | -------------------- | ------ |
| 1    | Ole Einar Bjørndalen | 283    |
| 2    | Sven Fischer         | 229    |
| 3    | Raphaël Poirée       | 200    |
| 4    | Vincent Defrasne     | 198    |
| 5    | Michael Rösch        | 195    |

| Rang | Nom                 | Points |
| ---- | ------------------- | ------ |
| 1    | Kati Wilhelm        | 334    |
| 2    | Anna Carin Olofsson | 254    |
| 3    | Sandrine Bailly     | 221    |
| 4    | Martina Glagow      | 209    |
| 5    | Katrin Apel         | 195    |

#### Départ Groupé
Le classement du départ groupé prend en compte seulement les 4 meilleurs résultats de chaque biathlète sur les 5 épreuves.
| Rang | Nom                  | Points |
| ---- | -------------------- | ------ |
| 1    | Ole Einar Bjørndalen | 186    |
| 2    | Raphaël Poirée       | 157    |
| 3    | Tomasz Sikora        | 140    |
| 4    | Sven Fischer         | 124    |
| 5    | Maksim Tchoudov      | 120    |

| Rang | Nom                 | Points |
| ---- | ------------------- | ------ |
| 1    | Martina Glagow      | 170    |
| 2    | Kati Wilhelm        | 169    |
| 3    | Linda Grubben       | 142    |
| 4    | Uschi Disl          | 141    |
| 5    | Anna Carin Olofsson | 135    |

#### Relais
Le classement du relais prend en compte seulement les 4 meilleurs résultats de chaque nation sur les 5 épreuves.
| Rang | Nation      | Points |
| ---- | ----------- | ------ |
| 1    | Allemagne   | 200    |
| 2    | Russie      | 184    |
| 3    | France      | 169    |
| 4    | Norvège     | 164    |
| 5    | Biélorussie | 147    |

| Rang | Nation    | Points |
| ---- | --------- | ------ |
| 1    | Russie    | 189    |
| 2    | Allemagne | 181    |
| 3    | France    | 179    |
| 4    | Norvège   | 171    |
| 5    | Slovénie  | 157    |

## Calendrier et podiums

### Femmes
| 1. Östersund (26 novembre 2005 - 29 novembre 2005) |                   |                                                                                            |                                                                                        |                                                                              |
| Date                                               | Épreuve           | Vainqueur                                                                                  | Seconde                                                                                | Troisième                                                                    |
| 26/11/2005                                         | Sprint (7,5 km)   | Uschi Disl                                                                                 | Tadeja Brankovič-Likozar                                                               | Katrin Apel                                                                  |
| 27/11/2005                                         | Poursuite (10 km) | Olga Zaïtseva                                                                              | Kati Wilhelm                                                                           | Andrea Henkel                                                                |
| 29/11/2005                                         | Relais (4 × 6 km) | Norvège- Liv Grete Poirée - Gro Istad-Kristiansen - Gunn Margit Andreassen - Linda Grubben | France- Delphyne Peretto - Christelle Gros - Florence Baverel-Robert - Sandrine Bailly | Russie- Olga Pyleva - Svetlana Ichmouratova - Natalia Gousseva - Anna Bogali |

| 2. Hochfilzen (7 décembre 2005 - 11 décembre 2005) |                    |                                                                                            |                                                                               |                                                                           |
| Date                                               | Épreuve            | Vainqueur                                                                                  | Seconde                                                                       | Troisième                                                                 |
| 7/12/2005                                          | Individuel (15 km) | Anna Carin Olofsson                                                                        | Olga Zaïtseva                                                                 | Natalia Gousseva                                                          |
| 9/12/2005                                          | Sprint (7,5 km)    | Kati Wilhelm                                                                               | Svetlana Ichmouratova                                                         | Uschi Disl                                                                |
| 10/12/2005                                         | Relais (4 × 6 km)  | Norvège- Liv Grete Poirée - Gro Istad-Kristiansen - Gunn Margit Andreassen - Linda Grubben | Russie- Olga Pyleva - Svetlana Ichmouratova - Albina Akhatova - Olga Zaïtseva | Allemagne- Martina Glagow - Simone Denkinger - Katrin Apel - Kati Wilhelm |

| 3. Brezno-Osrblie (15 décembre 2005 - 18 décembre 2005) |                    |                       |                 |                         |
| Date                                                    | Épreuve            | Vainqueur             | Seconde         | Troisième               |
| 15/12/2005                                              | Individuel (15 km) | Svetlana Ichmouratova | Albina Akhatova | Florence Baverel-Robert |
| 17/12/2005                                              | Sprint (7,5 km)    | Anna Carin Olofsson   | Kati Wilhelm    | Lilia Efremova          |
| 18/12/2005                                              | Poursuite (10 km)  | Anna Carin Olofsson   | Kati Wilhelm    | Uschi Disl              |

| 4. Oberhof (4 janvier 2006 - 8 janvier 2006) |                         |                                                                                       |                                                                    |                                                                                       |
| Date                                         | Épreuve                 | Vainqueur                                                                             | Seconde                                                            | Troisième                                                                             |
| 5/01/2006                                    | Relais (4 × 6 km)       | France- Delphyne Peretto - Florence Baverel-Robert - Sylvie Becaert - Sandrine Bailly | Allemagne- Uschi Disl - Andrea Henkel - Katrin Apel - Kati Wilhelm | Biélorussie- Ekaterina Vinogradova - Olga Nazarova - Ludmila Ananko - Olena Zubrilova |
| 7/01/2006                                    | Sprint (7,5 km)         | Kati Wilhelm                                                                          | Anna Carin Olofsson                                                | Linda Grubben                                                                         |
| 8/01/2006                                    | Départ Groupé (12,5 km) | Martina Glagow                                                                        | Olga Pyleva                                                        | Katrin Apel                                                                           |

| 5. Ruhpolding (11 janvier 2006 - 15 janvier 2006) |                   |                                                                               |                                                                            |                                                                                    |
| Date                                              | Épreuve           | Vainqueur                                                                     | Seconde                                                                    | Troisième                                                                          |
| 11/01/2006                                        | Relais (4 × 6 km) | Russie- Anna Bogali - Svetlana Ichmouratova - Albina Akhatova - Olga Zaïtseva | Allemagne- Martina Glagow - Andrea Henkel - Katrin Apel - Simone Denkinger | Slovénie- Teja Gregorin - Andreja Mali - Andreja Koblar - Tadeja Brankovič-Likozar |
| 13/01/2006                                        | Sprint (7,5 km)   | Sandrine Bailly                                                               | Kati Wilhelm                                                               | Svetlana Ichmouratova                                                              |
| 15/01/2006                                        | Poursuite (10 km) | Liv Grete Poirée                                                              | Kati Wilhelm                                                               | Albina Akhatova                                                                    |

| 6. Antholz Anterselva (19 janvier 2006 - 22 janvier 2006) |                         |                |                 |                 |
| Date                                                      | Épreuve                 | Vainqueur      | Seconde         | Troisième       |
| 19/01/2006                                                | Sprint (7,5 km)         | Kati Wilhelm   | Sandrine Bailly | Albina Akhatova |
| 21/01/2006                                                | Poursuite (10 km)       | Kati Wilhelm   | Sandrine Bailly | Albina Akhatova |
| 22/01/2006                                                | Départ Groupé (12,5 km) | Martina Glagow | Andrea Henkel   | Uschi Disl      |

|                                                                                         |                         |                                                                               |                                                                        |                                                                                       |
| Jeux olympiques d'hiver 2006 à Cesana - San Sicario (11 février 2006 - 25 février 2006) |                         |                                                                               |                                                                        |                                                                                       |
| Date                                                                                    | Épreuve                 | Vainqueur                                                                     | Seconde                                                                | Troisième                                                                             |
| 13/02/2006                                                                              | Individuel (15 km)      | Svetlana Ichmouratova                                                         | Martina Glagow                                                         | Albina Akhatova                                                                       |
| 16/02/2006                                                                              | Sprint (7,5 km)         | Florence Baverel-Robert                                                       | Anna Carin Olofsson                                                    | Lilia Efremova                                                                        |
| 18/02/2006                                                                              | Poursuite (10 km)       | Kati Wilhelm                                                                  | Martina Glagow                                                         | Albina Akhatova                                                                       |
| 23/02/2006                                                                              | Relais (4 × 6 km)       | Russie- Anna Bogali - Svetlana Ichmouratova - Olga Zaïtseva - Albina Akhatova | Allemagne- Martina Glagow - Andrea Henkel - Katrin Apel - Kati Wilhelm | France- Delphyne Peretto - Florence Baverel-Robert - Sylvie Becaert - Sandrine Bailly |
| 25/02/2006                                                                              | Départ Groupé (12,5 km) | Anna Carin Olofsson                                                           | Kati Wilhelm                                                           | Uschi Disl                                                                            |
|                                                                                         |                         |                                                                               |                                                                        |                                                                                       |

| 7. Pokljuka (8 mars 2006 - 11 mars 2006) |                   |                 |                 |                         |
| Date                                     | Épreuve           | Vainqueur       | Seconde         | Troisième               |
| 9/03/2006                                | Sprint (7,5 km)   | Linda Grubben   | Sandrine Bailly | Florence Baverel-Robert |
| 11/03/2006                               | Poursuite (10 km) | Sandrine Bailly | Kati Wilhelm    | Katrin Apel             |

| 8. Kontiolahti (16 mars 2006 - 19 mars 2006) |                         |                     |                 |                          |
| Date                                         | Épreuve                 | Vainqueur           | Seconde         | Troisième                |
| 16/03/2006                                   | Sprint (7,5 km)         | Anna Carin Olofsson | Olena Zubrilova | Tadeja Brankovič-Likozar |
| 18/03/2006                                   | Poursuite (10 km)       | Anna Carin Olofsson | Kati Wilhelm    | Olena Zubrilova          |
| 19/03/2006                                   | Départ Groupé (12,5 km) | Olena Zubrilova     | Kati Wilhelm    | Tadeja Brankovič-Likozar |

| 9. Oslo Holmenkollen (23 mars 2006 - 26 mars 2006) |                         |                |                 |                       |
| Date                                               | Épreuve                 | Vainqueur      | Seconde         | Troisième             |
| 23/03/2006                                         | Sprint (7,5 km)         | Martina Glagow | Michela Ponza   | Ekaterina Vinogradova |
| 25/03/2006                                         | Poursuite (10 km)       | Kati Wilhelm   | Anna Bogali     | Anna Carin Olofsson   |
| 26/03/2006                                         | Départ Groupé (12,5 km) | Linda Grubben  | Sandrine Bailly | Olga Nazarova         |

### Hommes
| 1. Östersund (26 novembre 2005 - 29 novembre 2005) |                     |                                                                                  |                                                                               |                                                                              |
| Date                                               | Épreuve             | Vainqueur                                                                        | Seconde                                                                       | Troisième                                                                    |
| 26/11/2005                                         | Sprint (10 km)      | Stian Eckhoff                                                                    | Raphaël Poirée                                                                | Ilmārs Bricis                                                                |
| 27/11/2005                                         | Poursuite (12,5 km) | Ole Einar Bjørndalen                                                             | Vincent Defrasne                                                              | Ivan Tcherezov                                                               |
| 29/11/2005                                         | Relais (4 × 7,5 km) | Norvège- Stian Eckhoff - Egil Gjelland - Halvard Hanevold - Ole Einar Bjørndalen | Russie- Filipp Shulman - Ivan Tcherezov - Pavel Rostovtsev - Nikolaï Krouglov | France- Julien Robert - Raphaël Poirée - Alexandre Aubert - Vincent Defrasne |

| 2. Hochfilzen (7 décembre 2005 - 11 décembre 2005) |                     |                                                                       |                                                                                  |                                                                             |
| Date                                               | Épreuve             | Vainqueur                                                             | Seconde                                                                          | Troisième                                                                   |
| 8/12/2005                                          | Individuel (20 km)  | Raphaël Poirée                                                        | Ole Einar Bjørndalen                                                             | Michael Greis                                                               |
| 10/12/2005                                         | Sprint (15 km)      | Frode Andresen                                                        | Halvard Hanevold                                                                 | Sven Fischer                                                                |
| 11/12/2005                                         | Relais (4 × 7,5 km) | Allemagne- Ricco Groß - Alexander Wolf - Sven Fischer - Michael Greis | Russie- Ivan Tcherezov - Nikolaï Krouglov - Pavel Rostovtsev - Sergueï Tchepikov | France- Julien Robert - Vincent Defrasne - Ferréol Cannard - Raphaël Poirée |

| 3. Brezno-Osrblie (15 décembre 2005 - 18 décembre 2005) |                     |                |                 |               |
| Date                                                    | Épreuve             | Vainqueur      | Seconde         | Troisième     |
| 15/12/2005                                              | Individuel (20 km)  | Sven Fischer   | Maksim Tchoudov | Michael Rösch |
| 16/12/2005                                              | Sprint (10 km)      | Alexander Wolf | Michael Rösch   | Sven Fischer  |
| 18/12/2005                                              | Poursuite (12,5 km) | Sven Fischer   | Alexander Wolf  | Michael Rösch |

| 4. Oberhof (4 janvier 2006 - 8 janvier 2006) |                       |                                                                       |                                                                               |                                                                                   |
| Date                                         | Épreuve               | Vainqueur                                                             | Seconde                                                                       | Troisième                                                                         |
| 4/01/2006                                    | Relais (4 × 7,5 km)   | Allemagne- Ricco Groß - Alexander Wolf - Sven Fischer - Michael Greis | Russie- Sergueï Rojkov - Pavel Rostovtsev - Ivan Tcherezov - Nikolaï Krouglov | Biélorussie- Alexei Aidarov - Siarheï Novikaw - Vladimir Dratchev - Aleh Ryjankow |
| 7/01/2006                                    | Sprint (10 km)        | Vincent Defrasne                                                      | Alexander Wolf                                                                | Maksim Tchoudov                                                                   |
| 8/01/2006                                    | Départ Groupé (15 km) | Halvard Hanevold                                                      | Sven Fischer                                                                  | Raphaël Poirée                                                                    |

| 5. Ruhpolding (11 janvier 2006 - 15 janvier 2006) |                     |                                                                          |                                                                                   |                                                                                  |
| Date                                              | Épreuve             | Vainqueur                                                                | Seconde                                                                           | Troisième                                                                        |
| 12/01/2006                                        | Relais (4 × 7,5 km) | Allemagne- Michael Rösch - Alexander Wolf - Sven Fischer - Michael Greis | Autriche- Daniel Mesotitsch - Wolfgang Perner - Ludwig Gredler - Christoph Sumann | Norvège- Halvard Hanevold - Emil Hegle Svendsen - Frode Andresen - Stian Eckhoff |
| 14/01/2006                                        | Sprint (10 km)      | Frode Andresen                                                           | Michael Rösch                                                                     | Michael Greis                                                                    |
| 15/01/2006                                        | Poursuite (12,5 km) | Michael Rösch                                                            | Raphaël Poirée                                                                    | Sergueï Tchepikov                                                                |

| 6. Antholz Anterselva (19 janvier 2006 - 22 janvier 2006) |                       |                      |                  |                 |
| Date                                                      | Épreuve               | Vainqueur            | Seconde          | Troisième       |
| 19/01/2006                                                | Sprint (10 km)        | Frode Andresen       | Ricco Groß       | Maksim Tchoudov |
| 20/01/2006                                                | Poursuite (12,5 km)   | Ricco Groß           | Halvard Hanevold | Frode Andresen  |
| 22/01/2006                                                | Départ Groupé (15 km) | Ole Einar Bjørndalen | Raphaël Poirée   | Frode Andresen  |

|                                                                                         |                       |                                                                      |                                                                                  |                                                                             |
| Jeux olympiques d'hiver 2006 à Cesana - San Sicario (11 février 2006 - 25 février 2006) |                       |                                                                      |                                                                                  |                                                                             |
| Date                                                                                    | Épreuve               | Vainqueur                                                            | Seconde                                                                          | Troisième                                                                   |
| 11/02/2006                                                                              | Individuel (20 km)    | Michael Greis                                                        | Ole Einar Bjørndalen                                                             | Halvard Hanevold                                                            |
| 14/02/2006                                                                              | Sprint (10 km)        | Sven Fischer                                                         | Halvard Hanevold                                                                 | Frode Andresen                                                              |
| 18/02/2006                                                                              | Poursuite (12,5 km)   | Vincent Defrasne                                                     | Ole Einar Bjørndalen                                                             | Sven Fischer                                                                |
| 21/02/2006                                                                              | Relais (4 × 7,5 km)   | Allemagne- Ricco Groß - Michael Rösch - Sven Fischer - Michael Greis | Russie- Ivan Tcherezov - Sergueï Tchepikov - Pavel Rostovtsev - Nikolaï Krouglov | France- Julien Robert - Vincent Defrasne - Ferréol Cannard - Raphaël Poirée |
| 25/02/2006                                                                              | Départ Groupé (15 km) | Michael Greis                                                        | Tomasz Sikora                                                                    | Ole Einar Bjørndalen                                                        |
|                                                                                         |                       |                                                                      |                                                                                  |                                                                             |

| 7. Pokljuka (8 mars 2006 - 11 mars 2006) |                     |                      |                |                    |
| Date                                     | Épreuve             | Vainqueur            | Seconde        | Troisième          |
| 8/03/2006                                | Sprint (10 km)      | Ole Einar Bjørndalen | Raphaël Poirée | Carl-Johan Bergman |
| 11/03/2006                               | Poursuite (12,5 km) | Ole Einar Bjørndalen | Raphaël Poirée | Carl-Johan Bergman |

| 8. Kontiolahti (16 mars 2006 - 19 mars 2006) |                       |                      |                |                      |
| Date                                         | Épreuve               | Vainqueur            | Seconde        | Troisième            |
| 16/03/2006                                   | Sprint (10 km)        | Carl-Johan Bergman   | Tomasz Sikora  | Sven Fischer         |
| 18/03/2006                                   | Poursuite (12,5 km)   | Ole Einar Bjørndalen | Raphaël Poirée | Lars Berger          |
| 19/03/2006                                   | Départ Groupé (15 km) | Tomasz Sikora        | Raphaël Poirée | Ole Einar Bjørndalen |

| 9. Oslo Holmenkollen (23 mars 2006 - 26 mars 2006) |                       |                      |               |                 |
| Date                                               | Épreuve               | Vainqueur            | Seconde       | Troisième       |
| 23/03/2006                                         | Sprint (10 km)        | Ole Einar Bjørndalen | Ilmārs Bricis | Mattias Nilsson |
| 25/03/2006                                         | Poursuite (12,5 km)   | Ole Einar Bjørndalen | Tomasz Sikora | Ricco Groß      |
| 26/03/2006                                         | Départ Groupé (15 km) | Ole Einar Bjørndalen | Roman Dostál  | Sergueï Rojkov  |

### Mixte
|                                                                     |                   |                                                                              |                                                                                 |                                                                                        |
| Championnat du monde 2006 de relais mixte à Pokljuka (12 mars 2006) |                   |                                                                              |                                                                                 |                                                                                        |
| Date                                                                | Épreuve           | Vainqueur                                                                    | Second                                                                          | Troisième                                                                              |
| 12/03/2006                                                          | Relais (4 × 6 km) | Russie - Anna Bogali - Sergueï Tchepikov - Irina Malguina - Nikolaï Krouglov | Norvège - Linda Grubben - Halvard Hanevold - Tora Berger - Ole Einar Bjørndalen | France - Florence Baverel-Robert - Vincent Defrasne - Sandrine Bailly - Raphaël Poirée |
|                                                                     |                   |                                                                              |                                                                                 |                                                                                        |